# Ronald Singer
Ronald Singer (* 12. August 1924 in Kapstadt, Südafrika; † 17. April 2006 in Chicago, Illinois) war ein südafrikanischer Anatom, Archäologe und Paläontologe. 1953 gehörte er zu den Entdeckern des Schädeldachs Saldanha 1, das einem frühen Vorfahren des anatomisch modernen Menschen (Homo sapiens) zugeschrieben wird. Von 1962 bis 1977 war er Professor für Anatomie an der University of Chicago.

## Leben
Ronald Singer war der Sohn von Solomon und Sophie Singer, die aus Litauen nach Südafrika ausgewandert waren. An der Universität Kapstadt erwarb er 1947 den Doktorgrad im Fach Medizin (M.D.) und 1962 den Doktorgrad in den Naturwissenschaften (D.Sc.). Ab 1949 war er Lecturer an der Universität Kapstadt. Da ihm die gewünschte Ausstattung für eine embryologische Doktorarbeit nicht gewährt wurde, erschloss er als Assistent des Anatomie-Professors Matthew Robertson Drennan ab 1951 die damals schwer zugängliche Fossilienlagerstätte auf dem Gelände der Farm Elandsfontein, rund 15 Kilometer östlich der Saldanha Bay. Dort entdeckte er 1953 gemeinsam mit einem Kollegen die Bruchstücke des Schädeldachs Saldanha 1. Aufgrund seiner Ausbildung als Arzt und wegen seiner anatomischen Kenntnisse wurde er als Berater in der Universitätsklinik tätig.
1962 verließ er Südafrika und übersiedelte mit seiner Ehefrau Shirley in die USA, vor allem wegen beider Ablehnung der Apartheidspolitik der südafrikanischen Regierung; dennoch erforschte er 1967/68 die Klasies-River-Höhlen in der südafrikanischen Provinz Ostkap. In den USA wurde er kurz nach seiner Ankunft auf die Robert-R.-Bensley-Professur für Anatomie an der University of Chicago berufen, die er bis zu seiner Pensionierung im Jahr 1977 behielt. In dieser Zeit befasste er sich insbesondere mit den Änderungen der Anatomie der afrikanischen Säugetiere im Verlauf ihrer Evolution während des Quartärs und mit der Anatomie der mittelpleistozänen Menschen in Europa und Asien.
Er starb am 17. April 2006 im Mt. Sinai Hospital, Chicago, an den Folgen eines Herzinfarktes.

## Schriften (Auswahl)
- The Saldanha Skull from Hopefield, South Africa. In: American Journal of Physical Anthropology. Band 12, Nr. 3, 1954, S. 345–62, doi:10.1002/ajpa.1330120309, Volltext (PDF).
- The New Fossil Sites a Langebaanweg (South Africa). In: Current Anthropology. Band 2, Nr. 4, 1961, S. 385–387, doi:10.1086/200210.
- mit Joseph S. Weiner: Biological Aspects of Some Indigenous African Populations. In: Southwestern Journal of Anthropology. Band 19, Nr. 2, 1963, S. 168–176, doi:10.1086/soutjanth.19.2.3629166.
- mit John Wymer: Archaeological Investigations at the Saldanha Skull Site in South Africa. In: The South African Archaeological Bulletin. Band 23, Nr. 91, 1968, S. 63–74, doi:10.2307/3888485.
- mit John Wymer: Radiocarbon Date for Two Painted Stones from a Coastal Cave in South Africa. In: Nature. Band 224, 1969, S. 508–510, doi:10.1038/224508a0.
- mit John Wymer: The Middle Stone Age at Klasies River Mouth in South Africa. University of Chicago Press, Chicago 1982, ISBN  978-0-2267-6103-9.
- mit Bruce G. Gladfelter und John J. Wymer (Hrsg.): The Lower Paleolithic Site at Hoxne, England. University of Chicago Press, Chicago 1993, ISBN 978-0-2267-6111-4.
- mit Günter Bräuer: The Klasies zygomatic bone: archaic or modern? In: Journal of Human Evolution. Band 30, 1996, S. 161–165, doi:10.1006/jhev.1996.0014.
- mit Günter Bräuer: Not outside the modern range. In: Journal of Human Evolution. Band 30, 1996, S. 173–174, doi:10.1006/jhev.1996.0016
- Encyclopedia of Paleontology. 2 Bände. Routledge, 1999, ISBN 978-1-88496496-1.

## Belege
1. ↑  Paul C. Dechow: In Memoriam: Ronald Singer, 1924–2006. In: The Anatomical Record, Part B: The New Anatomist. Band 289B, Nr. 4, 2006, S. 114–115, doi:10.1002/ar.b.20109, Volltext.
2. ↑  Alan G. Morris: Biological Anthropology at the Southern Tip of Africa. Carrying European Baggage in an African Context. In: Current Anthropology. Band 53, Nr. S5, 2012, S. S152–S160, doi:10.1086/662289.
3. ↑   Matthew R. Drennan: Saldanha Man and his associations. In: American Anthropologist. Band 56, Nr. 5, 1954, S. 879–884, doi:10.1525/aa.1954.56.5.02a00150, Volltext.
4. ↑  Nachruf im University of Chicago Magazine. Band 98, Nr. 6, August 2006.
5. ↑  Ronald Singer. Nachruf in Chicago Tribune vom 26. April 2006. (Memento vom 7. Mai 2019 im Internet Archive)

| Personendaten    | Personendaten                                 |
| ---------------- | --------------------------------------------- |
| NAME             | Singer, Ronald                                |
| KURZBESCHREIBUNG | südafrikanischer Anatom und Paläoanthropologe |
| GEBURTSDATUM     | 12. August 1924                               |
| GEBURTSORT       | Kapstadt                                      |
| STERBEDATUM      | 17. April 2006                                |
| STERBEORT        | Chicago                                       |